# Garcinia pedicellata
Garcinia pedicellata là một loài thực vật có hoa trong họ Bứa. Loài này được (G.Forst.) Seem. mô tả khoa học đầu tiên năm 1862.